# Dubovice (Žernovice)
Dubovice (německy Dubowitz) jsou malá vesnice, část obce Žernovice v okrese Prachatice v Jihočeském kraji. Nachází se asi 1,5 kilometru severozápadně od Žernovic. Je zde evidováno 15 adres. V roce 2011 zde trvale žilo 26 obyvatel.
Dubovice leží v katastrálním území Žernovice o výměře 5,29 km².

## Historie
První písemná zmínka o vesnici pochází z roku 1790.

## Obyvatelstvo
| Rok            | 1869 | 1880 | 1890 | 1900 | 1910 | 1921 | 1930 | 1950 | 1961 | 1970 | 1980 | 1991 | 2001 | 2011 | 2021 |
| -------------- | ---- | ---- | ---- | ---- | ---- | ---- | ---- | ---- | ---- | ---- | ---- | ---- | ---- | ---- | ---- |
| Počet obyvatel | 40   | 48   | 43   | 50   | 43   | 51   | 47   | 37   | 30   | 27   | 17   | 11   | 14   | 26   | 36   |
| Počet domů     | 8    | 9    | 9    | 9    | 9    | 9    | 9    | 9    | 9    | 8    | 7    | 6    | 11   | 15   | 17   |

## Obecní správa
Při sčítání lidu v letech 1850–1960 Dubovice byly osadou obce Žernovice v okrese Prachatice. V letech 1961–1991 byly částí obce Nebahovy v okrese Prachatice. Od 1. května 1991 jsou opět částí obce Žernovice v okrese Prachatice.